# 中国人民抗日戦争・世界反ファシズム戦争勝利70周年記念式典
中国人民抗日戦争・世界反ファシズム戦争勝利70周年記念式典（ちゅうごくじんみんこうにちせんそう・せかいはんファシズムせんそうしょうりななじゅっしゅうねんきねんしきてん、中国語: 纪念中国人民抗日战争暨世界反法西斯战争胜利70周年大会）は、日中戦争（中国人民抗日戦争）および第二次世界大戦中国戦線における中国の勝利から、2015年に70年目を迎えることを記念して行われた式典。
2025年には80年目を迎えることを記念して、中国人民抗日戦争・世界反ファシズム戦争勝利80周年記念式典が行われる。

## 閲兵式
2015年9月3日に、北京市の天安門広場で中華人民共和国の建国以来、15回目となる大規模な閲兵式（軍事パレード）を行った。これまでの14回の閲兵は、いずれも中華人民共和国の建国（1949年10月1日）を祝う、西暦末尾が9年の国慶節前後の時期に行なわれたが、今回の閲兵は、初めて国慶節の時期以外に開催され、同時に中華人民共和国が初めて閲兵という方法で、日中戦争・第二次世界大戦での勝利を記念する行事となった。
習近平が2012年11月の中国共産党第十八回全国代表大会において、中国共産党中央委員会総書記と中国共産党中央軍事委員会主席に就任して以降、最初の大規模な祝典イベントであることから、日本を除く全てのG7メンバー国の代表者が出席した。同年に行われたモスクワ対独戦勝記念式典への返礼という意味合いもあり、モスクワのパレードと同じように中国最高指導者の習近平の右隣はロシア連邦大統領ウラジーミル・プーチンが座った。さらにその隣には大韓民国大統領朴槿恵が座り、北朝鮮は朝鮮労働党書記の崔竜海を派遣したが、席は端に近い位置であり、韓国の聯合ニュースはその写真と1954年に金日成首相と毛沢東共産党主席が同じ場所で軍事パレードを参観した写真と比較して「主人公の変化は、半世紀を超える間に韓中関係と中朝関係がどれだけ変化したかを象徴している」と報じた。
朴槿恵はパレードで崔竜海の父・崔賢や金日成の所属した東北抗日連軍の模範部隊も参観したことも韓国メディアに注目され、パレード後は中国政府が改修した大韓民国上海臨時政府庁舎の再開館式に出席した。また、習近平の左隣には前任の党総書記である江沢民と胡錦濤ら中国共産党の元老や幹部が並び、最長老の宋平やかつての江沢民と胡錦濤と同じ黒生地の人民服を習近平は着用して体制の連続性をアピールした。

習近平の肖像画前を行進する儀仗兵（2015年8月22日の事前練習）[13]
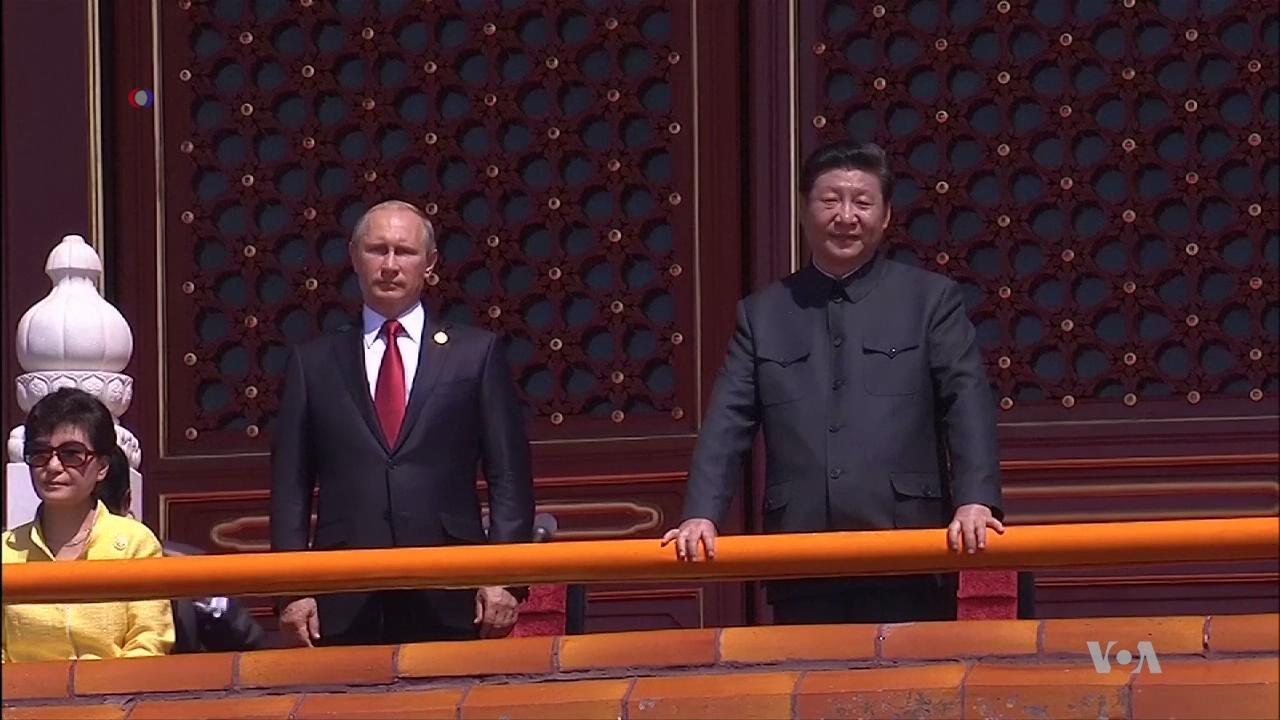
閲兵式に出席する習近平。左は同席したウラジーミル・プーチン(ロシア連邦大統領)と朴槿恵(大韓民国大統領)（2015年9月3日天安門広場）
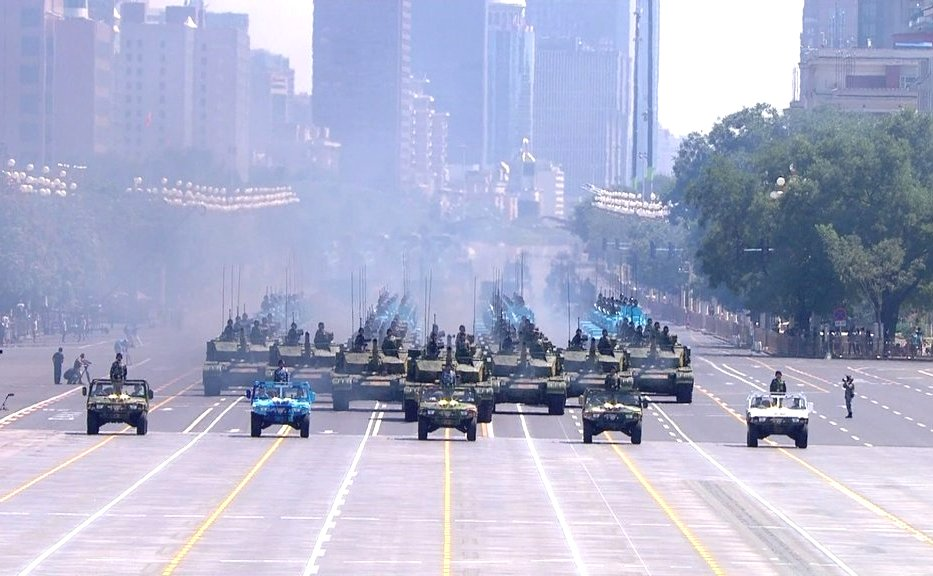
99式戦車などの軍事車両（2015年9月3日天安門広場）
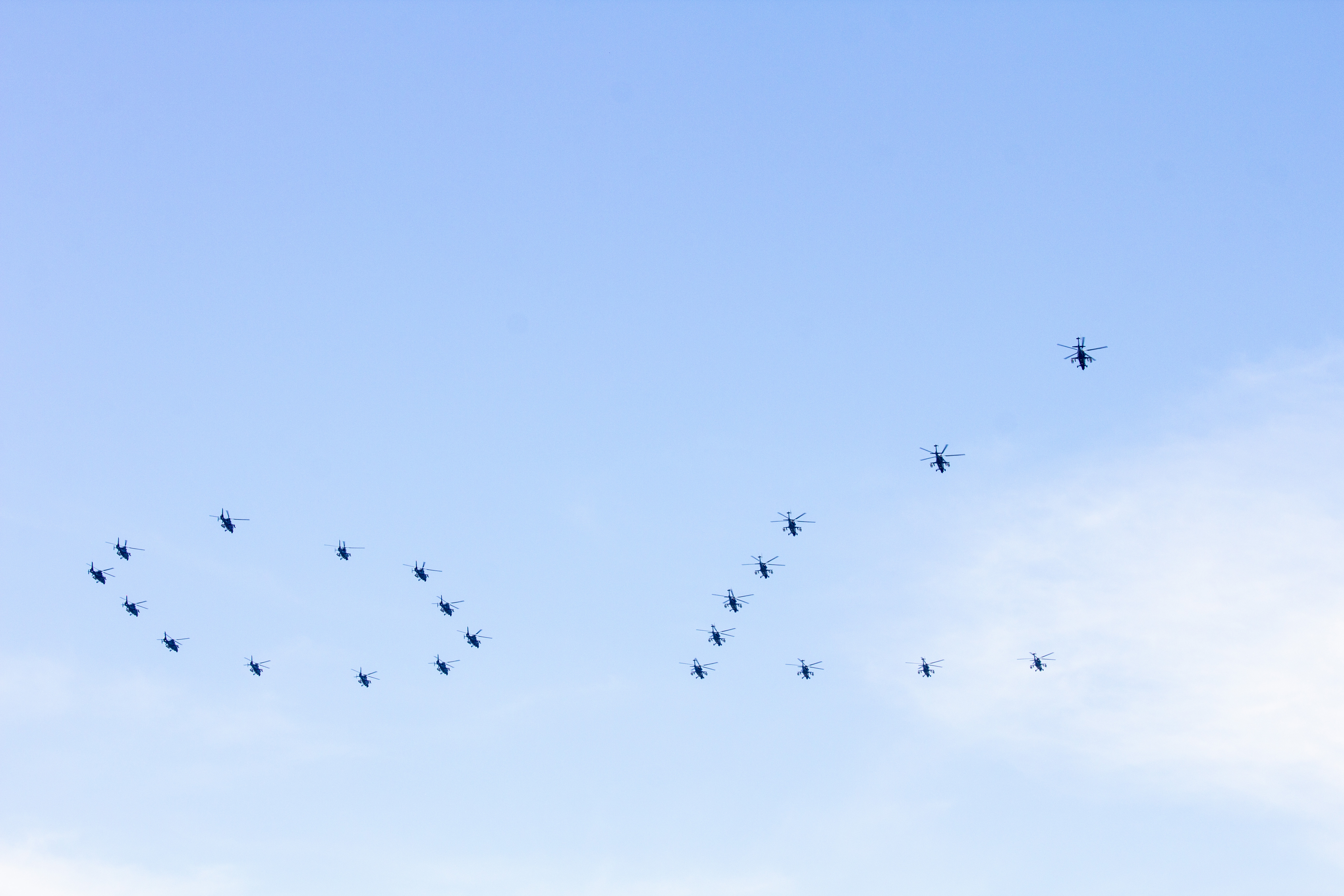
ヘリコプター編隊によって描かれた『70』（2015年9月3日・通州上空）

## 主な出席者

### 中国の指導部
- 中国最高指導者：中国共産党総書記 · 中国国家主席 · 中央軍事委員会主席：習近平
  - 中央政治局常務委員：習近平、李克強、張徳江、兪正声、劉雲山、王岐山、張高麗
  - 中央政治局委員：馬凱、王滬寧、劉延東、劉奇葆、許其亮、孫春蘭、孫政才、李源潮、汪洋、張春賢、范長龍、孟建柱、趙楽際、胡春華、栗戦書、郭金竜、韓正
  - 元中央政治局常務委員：江沢民、胡錦涛、李鵬、朱鎔基、李瑞環、呉邦国、温家宝、賈慶林、宋平、李嵐清、曽慶紅、呉官正、李長春、羅幹、賀国強
    - 特別行政区行政長官：
      -  香港特別行政区行政長官梁振英
      -  マカオ特別行政区行政長官崔世安[14]

### 国家元首
- ベラルーシ共和国大統領アレクサンドル・ルカシェンコ
- ボスニア・ヘルツェゴビナ大統領評議会議長 ドラガン・チョヴィッチ（英語版）
- カンボジア国王ノロドム・シハモニ
- チェコ共和国大統領ミロシュ・ゼマン
- コンゴ民主共和国大統領ジョゼフ・カビラ
- エジプト・アラブ共和国大統領アブドルファッターフ・アッ＝シーシー
- カザフスタン共和国大統領ヌルスルタン・ナザルバエフ
- キルギス共和国大統領アルマズベク・アタンバエフ
- ラオス人民民主共和国主席チュンマリー・サイニャソーン
- モンゴル国大統領ツァヒアギーン・エルベグドルジ
- ミャンマー連邦共和国大統領テイン・セイン
- パキスタン・イスラム共和国大統領マムヌーン・フセイン
- パプアニューギニア独立国総督マイケル・オギオ
- 大韓民国大統領朴槿恵
- ロシア連邦大統領ウラジーミル・プーチン
- セルビア共和国大統領トミスラヴ・ニコリッチ
- 南アフリカ共和国大統領ジェイコブ・ズマ
- スーダン共和国大統領オマル・アル＝バシール
- タジキスタン共和国大統領エモマリ・ラフモン
- 東ティモール民主共和国大統領タウル・マタン・ルアク
- ウズベキスタン共和国大統領イスラム・カリモフ
- ベネズエラ・ボリバル共和国大統領ニコラス・マドゥロ
- ベトナム社会主義共和国国家主席チュオン・タン・サン

### 高位指導者
- エチオピア連邦民主共和国首相ハイレマリアム・デサレン
- バヌアツ共和国首相サトー・キルマン
- アルゼンチン共和国大統領代理、副大統領兼元老院議長アマド・ブドゥー（スペイン語版）
- キューバ共和国国家評議会第一副議長、閣僚評議会第一副議長ミゲル・ディアス＝カネル
- アルジェリア民主人民共和国大統領代理、下院議長アブデルカデル・ベンサラー
- ポーランド共和国下院議長マウゴルザタ・キダヴァ＝ブオニスカ（ポーランド語版）
- 朝鮮民主主義人民共和国、朝鮮労働党中央委員会政治局員、書記局書記 崔竜海
- タイ王国副首相兼国防相プラウィット・ウォンスワン

### 高位政府代表
- オーストラリア連邦政府代表、退役軍人事務部長マイケル・ロナルドソン（英語版）
- ブラジル連邦共和国政府代表、国防相ジャック・ワグナー（ポルトガル語版）
- フランス共和国政府代表、外相ローラン・ファビウス
- ハンガリー政府代表、外相シーヤールトー・ペーテル（ハンガリー語版）
- インド政府代表、内相ラージナート・シン
- インドネシア共和国政府代表、人間開発・文化担当調整相プアン・マハラニ（インドネシア語版）
- イタリア共和国政府代表、外相パオロ・ジェンティローニ
- リビア国政府代表、外相ムハンマド・ダーイリー（英語版）
- マレーシア政府特使、 首相対中事務特使オング・カティング（黄家定）（英語版）
- オランダ政府特使、国務相ナウト・ウェリンク（オランダ語版）
- チュニジア共和国大統領代理、国防相ファルハット・ホルシャニ（フランス語版）
- ニュージーランド首相特使、元副首相ドン・マキノン
- イギリス首相特使、元法相ケネス・クラーク（英語版）
- 中国駐在アメリカ合衆国外交官
- 中国駐在カナダ外交使節団
- ドイツ全権大使、及び外交使節団
- 中国駐在ルクセンブルク外交官
- 中国駐在欧州連合大使、及び外交使節団

### 国際・地域組織等の代表
- 国際連合事務総長潘基文（パン・ギムン）
- 国際連合教育科学文化機関事務局長イリナ・ボコヴァ
- 国際連合工業開発機関事務局長李勇
- 赤十字国際委員会総裁ペーター・マウラー（英語版）
- 独立国家共同体執行書記（事務局長）セルゲイ・レベジェフ
- 世界保健機関事務局長陳馮富珍（マーガレット・チャン）
- 上海協力機構事務総長ドミトリー・メゼンツェフ（ロシア語版）
- 上海協力機構地域対テロ機構（英語版）執行委員会主任張新楓（中国語版）
- 独立国家共同体集団安全保障条約機構事務局長ニコライ・ボルジュジャ
- アジア相互協力信頼醸成措置会議事務局執行主任宮建偉（中国語版）

### 元政府要人
以下は、いずれも政府代表としてではなく、個人として出席した者である。
- 元ドイツ連邦共和国連邦首相ゲアハルト・シュレーダー[15]
- 元フィリピン大統領、マニラ市長ジョセフ・エストラーダ
- 元サンマリノ共和国執政ジャンフランコ・テレンツィ（イタリア語版）
- 元東ティモール民主共和国大統領ジョゼ・ラモス＝ホルタ
- 元イギリス首相トニー・ブレア[16]

以上のうち、ジャンフランコ・テレンツィは、6年前の2009年の国慶節の閲兵式にも出席していた。また、元日本国首相の村山富市も、日本国政府とは無関係の立場で出席する予定だったが、現地で体調不良により入院し、式典・軍事パレードのいずれも欠席した。

### 香港・マカオ・台湾関係者
- 香港 /  マカオ/ 台湾（港澳台地区（中国語版））
  -  香港特別行政区行政長官梁振英
  -  マカオ特別行政区行政長官崔世安
  -  中国国民党名誉主席 連戦（個人の資格で参加[19]）
  -  新党主席 郁慕明
  - 新党青年委員会主席 王炳忠（中国語版）[20]
  -  親民党秘書長 秦金生（中国語版）[21]
  -  無党団結連盟主席林炳坤（中国語版）[22]
  -  無党団結連盟所属立法委員高金素梅

### 行進参加国
行進には以下の17か国の軍が参加した。
1. アフガニスタン
2. ベラルーシ
3. カンボジア
4. キューバ
5. エジプト
6. カザフスタン
7. キルギス
8. ラオス
9. メキシコ
10. モンゴル
11. パキスタン
12. セルビア
13. タジキスタン
14. フィジー
15. バヌアツ
16. ベネズエラ
17. ロシア

## その他の行事
中国人民抗日戦争・世界反ファシズム戦争勝利70周年記念レセプション
- 2015年8月31日に駐日中国大使館が開催[25]。

世界反ファシズム戦争中国戦区勝利70周年記念座談会
- 2015年9月10日に中国系3団体が開催[26][27]。